# Právo životního prostředí
Právo životního prostředí je soubor právních norem a institutů zaměřených na ochranu životního prostředí. Jedná se o hraniční právní odvětví, které zasahuje jak především do práva veřejného, tak do práva soukromého a které je úzce svázáno se správním právem.

## Hlavní zásady
V současné době jsou politika životního prostředí a tedy i právo životního prostředí založeny na několika základních principech․ Jedná se tak hlavně o princip prevence, princip předběžné opatrnosti a princip odpovědnosti původce, princip integrované ochrany a princip sdílené odpovědnosti. Za stěžejní jsou z těchto principů považovány princip prevence, princip předběžné opatrnosti a princip odpovědnosti původce.
- Princip nejvyšší hodnoty vychází ze skutečnosti, že životní prostředí je nenahraditelnou hodnotou, na jehož příznivém stavu závisí nejen osud lidstva, ale i existence samotného života na této planetě. Proto je mu obdobně jako lidskému životu a zdraví poskytována nejvyšší ochrana. Jde však o princip, který nelze absolutizovat do zákazu jakékoliv činnosti, která by se mohla dotknout životního prostředí, je nutná jeho koordinace v souladu s ostatními principy, zejména s principem trvale udržitelného rozvoje.
- Princip trvale udržitelného rozvoje je v § 6 zákona č. 17/1992 Sb., o životním prostředí, definován jako „rozvoj, který současným i budoucím generacím zachová možnost uspokojovat jejich základní životní potřeby a přitom nesnižuje rozmanitost přírody a zachovává přirozené funkce ekosystému“. Princip udržitelného rozvoje tak koordinuje nezbytnou ochranu životního prostředí s požadavky ekonomického a sociálního rozvoje. Při jeho uplatňování v právu to znamená provádět regulaci společenských vztahů zaměřenou na šetrné využívání přírodních zdrojů, jež umožní rozvoj, při němž budou respektovány požadavky na zachování příznivého životního prostředí.
- Princip odpovědnosti státu je založen na ustanovení článku 7 Ústavy, který zavazuje stát, aby dbal šetrného využívání přírodních zdrojů a ochrany přírodního bohatství, které patří v podobě životního prostředí k nejvyšší hodnotě (bohatství) společnosti. Plnou odpovědnost za stav životního prostředí a jeho ochranu nemůže převzít v současných poměrech již nikdo jiný než stát. Jen stát má možnost vytvořit a zajistit právní ochranu životního prostředí. Princip odpovědnosti státu je někdy nahrazován principem sdílené odpovědnosti, resp. ochrany jako všeobecné povinnosti, který je založen na povinnosti každého člověka podle svých schopností a možností podílet se na ochraně životního prostředí.
- Princip odpovědnosti původce je obecným právním principem. Znamená, že každý odpovídá za svou činnost, kterou ohrožuje nebo zhoršuje životní prostředí. Odpovědnost spočívá v náhradě způsobené škody, resp. v odstranění ekologické újmy a v deliktní odpovědnosti za protiprávní jednání, ale i v povinnosti při nakládání s nechtěnými produkty (např. původci odpadů). Nemusí to však být jen tyto formy odpovědnosti za porušení právních povinností ve vztahu k životnímu prostředí, ale též odpovědnost ve formě různých ekonomických nástrojů (poplatky, odvody, daně a další platby) za jednání jinak právem dovolené podle jiného speciálního principu znečišťovatel platí (PPP - polluter pays principle).
- Princip komplexní a integrované ochrany je výrazem poznání, že ohrožování a poškozování jedné složky přechází do složek jiných (např. nečistoty z ovzduší přecházejí do půdy, vody, rostlin a živočichů) a způsobuje poškození celého ekosystému. Komplexnost ochrany odráží jak jednotu životního prostředí a nezbytnost překonání původního odděleného pojetí právní ochrany jednotlivých složek životního prostředí, tak i potřebu koordinace právní regulace ochrany přírody s prostředky mimoprávními.
- Princip prevence je opět obecným principem práva, který má v ochraně životního prostředí zvláštní význam, neboť důsledky poškození prostředí jsou často nenapravitelné.
- Princip předběžné opatrnosti je v podstatě zvláštní modifikací principu prevence v ohrožování a poškozování životního prostředí. Jeho podstatu vyjadřuje § 13 zákona o životním prostředí, kde se uvádí, že „lze-li se zřetelem ke všem okolnostem předpokládat, že hrozí nebezpečí nevratného nebo závažného poškození životního prostředí, nesmí být pochybnost o tom, že k takovému poškození skutečně dojde, důvodem pro odklad opatření, jež mají poškození zabránit“. Předběžná opatrnost tudíž spočívá ve vycházení z nejhorší možné varianty z těch, které mohou nastat.
- Princip informovanosti a účasti veřejnosti vychází z předpokladu, že je-li ochrana životního prostředí veřejným zájmem a má-li každý právo na příznivé životní prostředí, musí mu být právními normami zajištěna možnost se na této ochraně podílet. Účast veřejnosti je zajišťována prostřednictvím přístupu k informacím o životním prostředí, účastí v řízeních, v nichž se rozhoduje o využívání přírodních zdrojů a o činnostech, které by mohly vést k ohrožování a poškozování životního prostředí, přístupem k prostředkům právní ochrany životního prostředí a účastí na přípravě právních předpisů. K plnému uplatnění principu účasti veřejnosti by měla přispět úplná realizace Aarhuské úmluvy (Úmluva Evropské hospodářské komise OSN o přístupu k informacím, účasti veřejnosti na rozhodování a přístupu k ochraně v záležitostech životního prostředí).
- Princip ekonomické stimulace vychází z požadavku, aby ekologické chování bylo i ekonomicky výhodné, a naopak. Jeho uplatnění je spojeno s vytvářením soustavy nástrojů pozitivní i negativní ekonomické stimulace. Ty mohou působit na chování příznivé pro životní prostředí i tehdy, když určitá činnost ještě nepřekračuje hranici protiprávního jednání.[2]

## České právo životního prostředí

### Ústavní základy práva životního prostředí
V samotné Ústavě ČR je právo životního prostředí zakotveno ve čl. 7: „Stát dbá o šetrné využívání přírodních zdrojů a o ochranu přírodního bohatství.“ Ústavní zakotvení práva životního prostředí má pak podobu zakotvení několika základních práv. Především je to právo na příznivé životní prostředí a další s ním související právo na včasné a úplné informace o stavu životního prostředí a přírodních zdrojů, která jsou zakotvena ve čl. 35 Listiny základních práv a svobod.
Vedle nich jsou to však i další základní práva:
- Čl. 6 odst. 1 zakotvující základní lidské právo na život
- Čl. 31 zakotvující právo na ochranu zdraví
- Čl. 11 odst. 3 zakotvující právo vlastnit majetek, současně však zakazující vlastníkovi mj. vykonávat je tak, aby bylo poškozováno lidské zdraví, příroda a životní prostředí nad míru stanovenou zákonem.
- Čl. 28 zaručující zaměstnancům právo na uspokojivé pracovní podmínky.

### Prameny českého práva životního prostředí
Právo životního prostředí je širokou disciplínou rozprostřenou v celé řadě pramenů, která zahrnuje zejména:
- Ústavní základy ochrany životního prostředí
- Zákon č. 17/1992 Sb., o životním prostředí: Stručný zákon, který pouze naznačuje základní rámec právní problematiky životního prostředí: vymezuje základní pojmy, zásady ochrany životního prostředí a povinnosti právnických a fyzických osob, a to povinnosti při ochraně a zlepšování stavu životního prostředí a povinnosti související s využíváním přírodních zdrojů. Kromě toho obsahuje obecné právní zakotvení institutu posuzování vlivů činností na životní prostředí a institutu odpovědnosti za ekologickou újmu. Dále zakotvuje dvě skutkové podstaty správních deliktů a sankce za jejich naplnění v souvislosti s podnikatelskou činností – první spojenou se způsobením ekologické újmy, druhou za neprovedené opatření k nápravě nebo neupozornění orgánu státní správy na porušení právních předpisů o ochraně životního prostředí. Zákon rovněž umožňuje orgánům státní správy příslušným k ochraně životního prostředí rozhodnout o předběžném opatření, tj. o dočasném (max. na dobu 30 dnů) zastavení nebo omezení činnosti, z níž hrozí nebezpečí poškození životního prostředí. Nakonec zákon zmiňuje ekonomické nástroje jako nástroje ochrany životního prostředí.
- Zákony s průřezovými nástroji ochrany životního prostředí – tato skupina zahrnuje zejména zákon č. 183/2006 Sb., o územním plánování a stavebním řádu (stavební zákon), zákon č. 100/2001 Sb., o posuzování vlivů na životní prostředí, zákon č. 76/2002 Sb., o integrované prevenci, zákon č. 167/2008 Sb., o předcházení ekologické újmě a o její nápravě. Patří do ní i zákon č. 123/1998 Sb., o právu na informace o životním prostředí, který podrobně upravuje předpoklady a postupy k zajištění jednoho ze základních lidských a občanských práv – práva na informace o stavu životního prostředí a přírodních zdrojů.
- Předpisy upravující ochranu složek životního prostředí: Zákon č. 254/2001 Sb., o vodách (vodní zákon), zákon č. 201/2012 Sb., o ochraně ovzduší, zákon č. 334/1992 Sb., o ochraně zemědělského půdního fondu, zákon č. 20/1987 Sb., o státní památkové péči (životní prostředí zahrnuje i složky uměle vytvořené člověkem).
- Předpisy upravující ochranu ekosystémů: Zákon č. 289/1995 Sb., o lesích (lesní zákon), zákon č. 114/1992 Sb., o ochraně přírody a krajiny.
- Předpisy upravující ochranu před zdroji znečištění: Zákon č. 185/2001 Sb., o odpadech, zákon č. 477/2001 Sb., o obalech, zákon č. 258/2000 Sb., o ochraně veřejného zdraví a nař. vlády č. 272/2011 Sb., o ochraně zdraví před nepříznivými účinky hluku a vibrací, zákon č. 350/2011 Sb., chemický zákon, zákon č. 18/1997 Sb., o mírovém využívání jaderné energie (atomový zákon), zákon č. 59/2006 Sb., o prevenci závažných havárií, zákon č. 78/2004 Sb., o nakládání s geneticky modifikovanými organismy a genetickými produkty.
- Předpisy upravující organizaci ochrany životního prostředí: Zákon o České inspekci životního prostředí, zákon o Státním fondu životního prostředí, ale i zákon o obcích, zákon o krajích.
- Za prameny práva životního prostředí považujeme i další předpisy, jejichž hlavním úkolem a cílem je regulace jiných oblastí společenských vztahů než vztahů péče o životní prostředí, avšak v jejich obsahu se přesto vyskytují právní normy a instituty, které se životního prostředí dotýkají anebo jsou v ochraně životního prostředí použitelné. Takových předpisů je velmi mnoho. Příkladem může být občanský zákoník (např. ustanovení o sousedských vztazích, o prevenci vzniku škod na majetku a o odpovědnosti za tyto škody), zákoník práce (pracovní prostředí je specifickým případem životního prostředí), zákony z oblasti finančního práva (ekonomické nástroje ochrany životního prostředí), předpisy upravující odpovědnost (trestní zákoník, zákon o přestupcích).

## Evropské právo životního prostředí
V oblasti práva životního prostředí existuje sdílená pravomoc Unie a členských států. To v praxi znamená, že od našeho vstupu do Evropské unie vzniká většina české legislativy v oblasti životního prostředí transpozicí evropského práva.
V současné době patří k hlavním prioritám politiky životního prostředí EU boj proti klimatickým změnám a znečištění, zachování biologické rozmanitosti, podpora odpovědného využívání přírodních zdrojů a udržitelný rozvoj. Za tím účelem se unijní instituce zaměřují především na tvorbu norem směřujících k omezování emisí skleníkových plynů (včetně vytvoření mechanismu obchodování s emisemi), k podpoře výroby energie z obnovitelných zdrojů či k omezování různých zdrojů znečištění (znečištění ovzduší, vody, hluk apod.).
K dalším prioritním legislativním oblastem Evropské unie na poli životního prostředí náleží například ochrana oblastí s výskytem chráněných živočišných a rostlinných druhů (především systém oblastí Natura 2000) či označování ekologicky šetrných výrobků.

## Mezinárodní právo životního prostředí
Mezinárodní právo životního prostředí je souhrnem pravidel mezinárodního práva, sloužících k ochraně životního prostředí před znečišťováním, neracionálním hospodařením s přírodními zdroji a jiným poškozováním. Současná mezinárodní úprava je velmi rozsáhlá a převážně roztříštěná do množství mnohostranných i dvoustranných smluv. Obecná východiska (zásady) mezinárodního práva životního prostředí jsou obsažena v právně nezávazných (doporučujících) dokumentech, jako je Stockholmská deklarace o životním prostředí (1972). Konkrétní smluvněprávní pravidla lze dělit podle složek životního prostředí:
- ochrana atmosféry (Úmluva o dálkovém znečišťování ovzduší přesahujícím hranice států, 1979, Vídeňská úmluva o ochraně ozonové vrstvy, 1985),
- ochrana vod (Úmluva OSN o mořském právu, 1982)
- nebezpečné činnosti (Úmluva o včasném oznamování jaderných nehod a Úmluva o pomoci v případě jaderné nebo radiační nehody, 1986, Basilejská úmluva o kontrole a pohybu nebezpečných odpadů přes hranice států, 1989),
- ochrana přírody (např. Úmluva o mezinárodním obchodu s ohroženými druhy volně žijících živočichů a rostlin, 1973, Úmluva o biologické rozmanitosti, 1992),
- ochrana klimatu (Rámcová úmluva OSN o změně klimatu, 2005),
- účast veřejnosti v rozhodovacích procesech týkajících se životního prostředí, zajištění právní ochrany v záležitostech životního prostředí (Aarhuská úmluva, 1998).

Konference OSN o životním prostředí a rozvoji (Rio de Janeiro, 1992) schválila Deklaraci o životním prostředí a rozvoji, dále rozsáhlý akční program ochrany životního prostředí, tzv. Agenda 21.